# Trattato di Costantinopoli (1562)
Nel 1562, l'imperatore del Sacro Romano Impero Ferdinando I e il sultano ottomano Solimano I formalizzarono una tregua stipulata nel 1547 tra il Sacro Romano Impero e l'Impero Ottomano.
Il trattato confermò le conquiste ottomane mantenute nell'Ungheria centrale, mentre l'Ungheria occidentale e settentrionale rimasero sotto il dominio degli Asburgo. 
Il trattato confermò inoltre il controllo ottomano della Transilvania.